# Estitxu
Estitxu, nombre artístico de Estibaliz Robles-Arangiz Bernaola, (Beskoitze, 4 de junio de 1944-Bilbao, 24 de febrero de 1993) fue una cantante francesa en euskera, también conocida por el apodo del ruiseñor de Beskoitze.
Era hija del sindicalista y político nacionalista vasco Manuel Robles-Aranguiz, exiliado en el País Vasco Francés tras la guerra civil española. 

## Discografía
- Estitxu ta Daikiris (1968, Cinsa). Ep[2]
- Eskualdun makila (1968, Cinsa). Ep
- Bakarrik (1969, Cinsa). Ep
- Estitxu (1970, Herri Gogoa). Ep
- Una voz increíble (1970, Promus). Bilduma
- Agur Maria (1970)
- Umeentzat zoriona-Edurrez dena da xuria (1972, Columbia)
- Sólo tú, mi sueño de amor-Hallé un lugar (1972, Columbia)
- Guazen ikastolara-Gure astoa balaan (1972, Columbia)
- Estitxu (1972, Columbia) Bilduma
- Estitxu (1976, Columbia)
- Mendian (1976)
- Sabin (1978, OR)
- Zirikan (1978, Zirikan)
- Estitxu (1981, Columbia)
- Guraso'eri (1982, Agorila)
- Zortzikoak (1986, Xoxoa)
- Estitxu (1994, Agorila)